# Madegalatha occidentalis
Madegalatha occidentalis är en fjärilsart som beskrevs av Pierre E.L. Viette 1968. Madegalatha occidentalis ingår i släktet Madegalatha och familjen nattflyn. Inga underarter finns listade i Catalogue of Life.